# Connomyia briani
Connomyia briani är en tvåvingeart som beskrevs av Jason Gilbert Hayden Londt 1993. Connomyia briani ingår i släktet Connomyia och familjen rovflugor.
Artens utbredningsområde är Namibia. Inga underarter finns listade i Catalogue of Life.